# Grand prix de la critique
Pour les articles homonymes, voir Bloody Mary (homonymie) et Prix de la critique.
 (novembre 2018).
Le grand prix de la critique est un prix de bande dessinée décerné chaque année depuis 1984 par l'Association des critiques et des journalistes de bande dessinée (ACBD). Il récompense un album paru en territoire francophone l'année précédant la remise du prix. Il était appelé prix Bloody Mary entre 1984 et 1998 et prix de la critique de 1999 à 2003. Jusqu'en 2003, il est remis dans le cadre du Festival international de la bande dessinée d'Angoulême.
Récompensant au départ principalement des livres issus de la bande dessinée franco-belge, il finit, à partir de 2000, par reconnaître d'autres genres, notamment celui des comics. Les cinq albums finalistes sont sélectionnés et annoncés chaque année dans le cadre du Festival de Blois en novembre.
Définition officielle du grand prix de la critique : « Soutenir et mettre en valeur, dans un esprit de découverte, un livre de bande dessinée, publié en langue française, à forte exigence narrative et graphique, marquant par sa puissance, son originalité, la nouveauté de son propos ou des moyens que l’auteur y déploie. »

## Histoire
L'ACBD a ouvert plusieurs catégories au fil des ans : en 2007, le Prix Asie de la critique ACBD ; en 2015, le Prix de la BD québécoise ; à partir de 2016, les albums jeunesse. En 2019, un nouveau genre est récompensé : le Prix Comics ACBD. L'association liste également, chaque année, des propositions de lecture dans les « Indispensables ».

## Membres du bureau de l’ACBD
Bureau élu par l’Assemblée Générale de l’ACBD, le 16 mars 2024,
- Président : Laurent Gianati, BDGest.com
- Vice-présidente : Loraine Adam, Rolling Stones
- Vice-présidente : Marine Lannot, Ouest France
- Secrétaire général : Benoit Cassel, Planète BD
- Secrétaire adjoint : Yaneck Chareyre, Comixtrip
- Trésorier : Daniel Muraz, Le Courrier Picard
- Trésorier adjoint : Frédéric Michel, avoir-alire.com

## Liste des albums récompensés
| Année | Titre                                                  | Dessinateur           | Scénariste           | Éditeur                                                               |
| ----- | ------------------------------------------------------ | --------------------- | -------------------- | --------------------------------------------------------------------- |
| 1984  | Bloody Mary                                            | Jean Teulé            | Jean Vautrin         | Glénat                                                                |
| 1985  | Les Pionniers de l'aventure humaine                    | François Boucq        | François Boucq       | Casterman                                                             |
| 1986  | Sergeï Wladi t. 1 : Le Bal de la sueur                 | Cromwell              | Ralph                | EDS                                                                   |
| 1986  | Sergeï Wladi t. 1 : Le Bal de la sueur                 | Riff Reb's            | Ralph                | EDS                                                                   |
| 1987  | Jacques Gallard t. 2 : Soviet Zig-Zag                  | Jean-Louis Tripp      | Marc Barcelo         | Milan                                                                 |
| 1988  | Les Damnés de la Terre Associés t. 1 : Stars d'un jour | Tronchet              | Tronchet             | Delcourt                                                              |
| 1989  | Adler t. 2 : Le Repaire du Katana                      | René Sterne           | René Sterne          | Le Lombard                                                            |
| 1990  | Le Ventre du Minotaure                                 | Fred Beltran          | Fred Beltran         | Les Humanoïdes Associés                                               |
| 1991  | Les Lumières de l'Amalou t. 1 : Théo                   | Claire Wendling       | Christophe Gibelin   | Delcourt                                                              |
| 1992  | La Bretelle ne passera pas !!!                         | Jean-Luc Abiven       | Jean-Luc Abiven      | Rackham                                                               |
| 1993  | Le Bar du vieux Français                               | Jean-Philippe Stassen | Denis Lapière        | Dupuis                                                                |
| 1994  | Adam Sarlech t. 3 : Le Testament sous la neige         | Frédéric Bézian       | Frédéric Bézian      | Les Humanoïdes Associés                                               |
| 1995  | L'Argent roi, collectif dirigé par Thierry Groensteen  | Edmond Baudoin        | Edmond Baudoin       | Autrement                                                             |
| 1995  | L'Argent roi, collectif dirigé par Thierry Groensteen  | Thomas Ott            |                      | Autrement                                                             |
| 1995  | L'Argent roi, collectif dirigé par Thierry Groensteen  | Federico Del Barrio   |                      | Autrement                                                             |
| 1995  | L'Argent roi, collectif dirigé par Thierry Groensteen  | F'murr                |                      | Autrement                                                             |
| 1996  | L'Histoire du conteur électrique                       | Fred                  | Fred                 | Dargaud                                                               |
| 1997  | Il faut y croire pour le voir                          | Alain Bignon          | Jean-Claude Forest   | Dargaud                                                               |
| 1998  | Un ver dans le fruit                                   | Pascal Rabaté         | Pascal Rabaté        | Vents d'Ouest                                                         |
| 1999  | Azrayen' t. 1                                          | Lax                   | Frank Giroud         | Dupuis                                                                |
| 2000  | L'Art invisible                                        | Scott McCloud         | Scott McCloud        | Vertige Graphic                                                       |
| 2001  | From Hell                                              | Eddie Campbell        | Alan Moore           | Delcourt                                                              |
| 2002  | Un monde de différence                                 | Howard Cruse          | Howard Cruse         | Vertige Graphic                                                       |
| 2003  | Jimmy Corrigan, the Smartest Kid on Earth              | Chris Ware            | Chris Ware           | Delcourt                                                              |
| 2004  | La Grippe coloniale t. 1 : Le Retour d'Ulysse          | Serge Huo-Chao-Si     | Appollo              | Vents d'Ouest                                                         |
| 2005  | Blankets, manteau de neige                             | Craig Thompson        | Craig Thompson       | Casterman                                                             |
| 2006  | Les Mauvaises Gens                                     | Étienne Davodeau      | Étienne Davodeau     | Delcourt                                                              |
| 2007  | Les Petits Ruisseaux                                   | Pascal Rabaté (2)     | Pascal Rabaté (2)    | Futuropolis                                                           |
| 2008  | Seules contre tous                                     | Miriam Katin          | Miriam Katin         | Le Seuil                                                              |
| 2009  | Tamara Drewe                                           | Posy Simmonds         | Posy Simmonds        | Denoël Graphic                                                        |
| 2010  | Dieu en personne                                       | Marc-Antoine Mathieu  | Marc-Antoine Mathieu | Delcourt                                                              |
| 2011  | Asterios Polyp                                         | David Mazzucchelli    | David Mazzucchelli   | Casterman                                                             |
| 2012  | Polina                                                 | Bastien Vivès         | Bastien Vivès        | KSTЯ                                                                  |
| 2013  | L'Enfance d'Alan                                       | Emmanuel Guibert      | Emmanuel Guibert     | L'Association                                                         |
| 2014  | Mauvais Genre                                          | Chloé Cruchaudet      | Chloé Cruchaudet     | Delcourt                                                              |
| 2015  | Moi, assassin                                          | Keko                  | Antonio Altarriba    | Denoël Graphic                                                        |
| 2016  | Zaï zaï zaï zaï                                        | Fabcaro               | Fabcaro              | 6 Pieds sous terre                                                    |
| 2017  | Les voyages d'Ulysse                                   | Emmanuel Lepage       | Emmanuel Lepage      | Daniel Maghen                                                         |
| 2017  | Les voyages d'Ulysse                                   | René Follet           | Sophie Michel        | Daniel Maghen                                                         |
| 2018  | La Terre des fils                                      | Gipi                  | Gipi                 | Futuropolis                                                           |
| 2019  | Moi, ce que j'aime, c'est les monstres                 | Emil Ferris           | Emil Ferris          | Fantagraphics (États-Unis) ; Monsieur Toussaint Louverture (français) |
| 2020  | Préférence système                                     | Ugo Bienvenu          | Ugo Bienvenu         | Denoël graphic                                                        |
| 2021  | Peau d'homme                                           | Zanzim                | Hubert               | Glénat                                                                |
| 2022  | René·e aux bois dormants                               | Elene Usdin           | Elene Usdin          | Sarbacane                                                             |
| 2023  | La couleur des choses                                  | Martin Panchaud       | Martin Panchaud      | çà et là                                                              |
| 2024  | Le Ciel dans la tête                                   | Sergio García Sánchez | Antonio Altarriba    | Denoël graphic                                                        |
| 2025  | Deux filles nues                                       | Luz                   | Luz                  | Albin Michel                                                          |